# Sint-Michiels
Sint-Michiels és un antic municipi de Bèlgica a la província de Flandes Occidental, que el 1971 va fusionar amb la ciutat de Bruges. El 2014, el poble tenia 12.427 habitants, sobre una superfície de 14,02 km². En flamenc occidental es diu Sinte-Machiels.
Fins al segle xix era un poble rural, molt boscós a la part sud-oest. La terra arenosa no era gaire rica. A poc a poc, les nissagues benestants de Bruges hi van crear cases d'estiueig i parcs.
Limita al nord amb el nucli històric de Bruges, a ponent amb Sint-Andries, a llevant amb Assebroek i Loppem i migdia amb Loppem i Oostkamp.

## Història
El municipi es va instituir el 1796 per la reforma que l'administració francesa va posar en planta en abolir l'organització feudal de l'antic règim. El primer ajuntament s'instal·la, sota l'ocupació francesa el 1800.
Fins al segle xviii era una terra de bruguera amb molts estanys i aiguamolls, quan unes nissagues nobles van començar a drenar el terra i crear boscos i parcs. Al sud devers Loppem queda una zona «Wulgenbroeken» amb prats humits pantanosos, que per aquesta condició no es va urbanitzar.

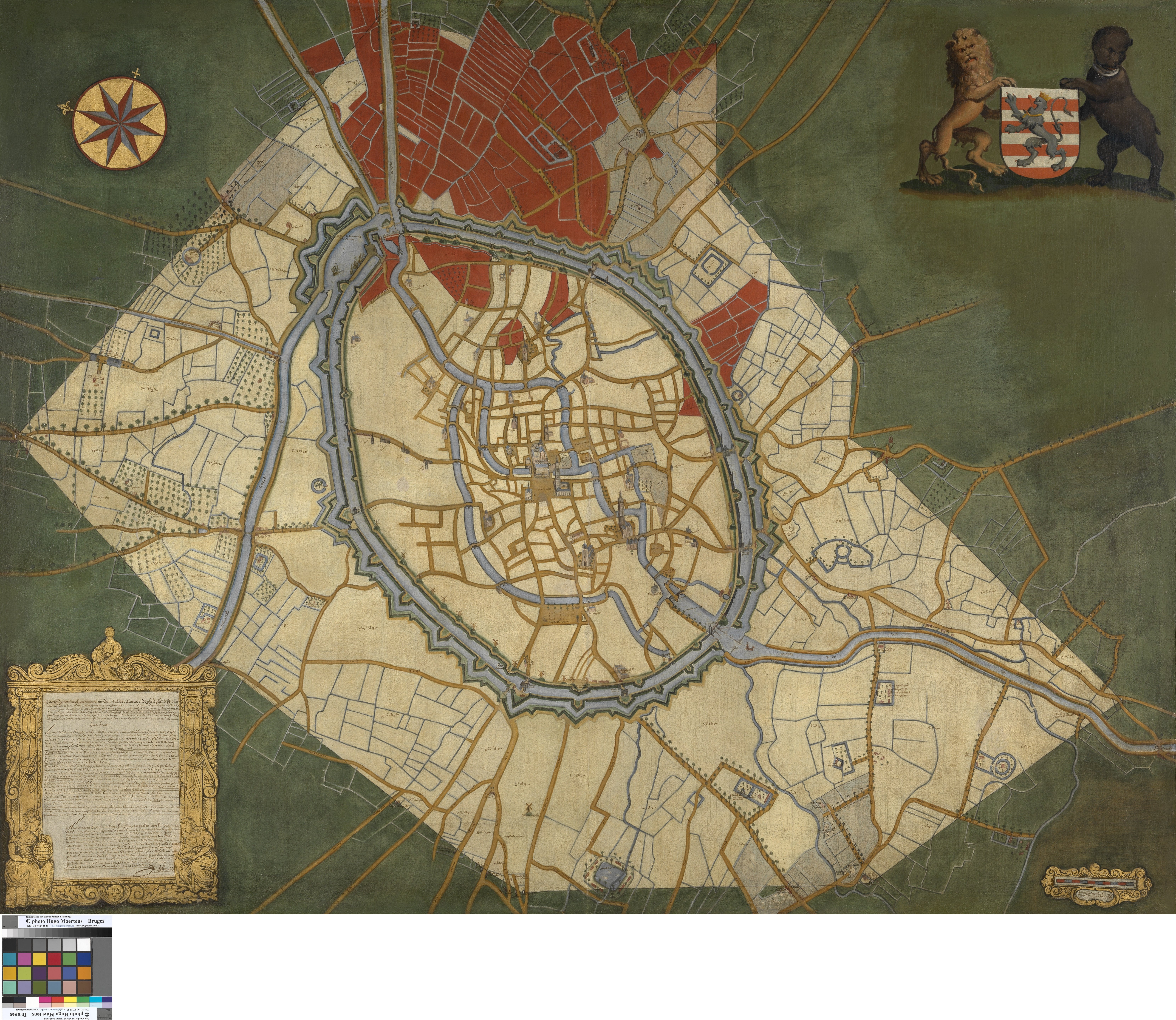
Terres de les parròquies perifèriques cedides a la ciutat de Bruges per la Comtesa Margarida II de Flandes

S'hi han trobat traces d'assentaments temporaris de nòmades del mesolític, entre 10.000 i 4.500 anys aC. Va evolucionar vers una terra agrícola. El futur Sint-Michiels, eix del Pagus Flandrensis i formava part del feu reial merovingi de Snellegem. Al segle x una primera església dedicada a l'arcàngel Miquel (neerlandès Michiel) es va construir al lloc on ara es troba el cementiri actual. L'any 1275 la comtessa Margarida II de Flandes va cedir la meitat septentrional de la parròquia a la ciutat de Bruges, ciutat aleshores en plena expansió. La parròquia, predecessora del municipi, tenia un estructura amb relacions feudals molt complexes. Neix un nucli urbanitzat al voltant de la Rijselstraat («carretera de Lilla») a cavall amb el feu de Snellegem i la ciutat de Bruges. Conté unes masies fortificades disperses.
A començament de la Guerra dels Vuitanta Anys, sota el govern espanyol, el 1577-1579, el batlle de Bruges ordena enderrocar tots els edificis grossos, inclòs l'església de Miquel, fora de les muralles, per facilitar la defensa de la ciutat. El Zuidleie (canalitzat des de 1613) esdevé la línia de defensa d'Espanya contra les incursions franceses i hi construeixen la fortalesa del Lappersfort. El 1674, les tropes franceses van incendiar la nova església de 1614. A mitjan segle xvii té 374 habitants i devers 1800 ja són 571.
A principi del segle xx uns grans projectes canvien el poble: entorn del Canal Gant-Bruges es crea la fàbrica de trens «La Brugeoise» (avui integrat en el grup francès Alstom). Ja el primer any hi treballaven unes mil cinc-centes persones. S'hi van construir, entre molts altres, vagons del metro de Buenos Aires a l'Argentina. Es construeix el 1906 l'hospital psiquiàtric «Onze Lieve Vrouw» capdevanter, amb antecedents intramurs de Bruges que remunten fins al segle xii.
Des del 1910, es van començar les obres per desviar el ferrocarril i l'estació principal fora de la plaça del Zand al centre de Bruges cap al territori de Sint-Michiels. El tram del ferrocarril Bruges-Kortrijk va ser desviat i a l'antic tram es va crear l'avinguda Koning Albert I-laan. En l'actualitat és principalment un poble residencial.

## Llocs d'interés
- Església
- Castell i parc de Tillegem que remunta fins al segle xiv[6]
- Parc «De Rode Poort»[7]

- Xalet en estil de la Nova Objectivitat
- Cases obreres llistades
- Castell Leiselebeek
- Entrada de l'hospital psiquiàtric (1906)
per l'arquitecte Coomans
- Casa de canvi d’agulles (1939)
- Entrada de la fàbrica «La Brugeoise»
- Vagó de la línia A del metro de Buenos Aires, construït a Sint-Michiels
- Castell de Tillegem